# Пяски (гміна Велюнь)
Пя́ски (пол. Piaski) — село в Польщі, у гміні Велюнь Велюнського повіту Лодзинського воєводства.
Населення — 78 осіб (2011).
У 1975—1998 роках село належало до Серадзького воєводства.

## Демографія
Демографічна структура станом на 31 березня 2011 року:
|          | Загалом | Допрацездатний вік | Працездатний вік | Постпрацездатний вік |
| -------- | ------- | ------------------ | ---------------- | -------------------- |
| Чоловіки | 38      | 8                  | 23               | 7                    |
| Жінки    | 40      | 7                  | 24               | 9                    |
| Разом    | 78      | 15                 | 47               | 16                   |